# پی‌پی ۱۹ ۰۱ ویتیاز
پی‌پی_۱۹_۰۱ ویتیاز (همچنین به عنوان PP-19-01 " Vityaz-SN " شناخته می شود) یک مسلسل دستی با کالیبر 9×19 میلی متری پارابلوماست که در سال 2004 توسط سازنده اسلحه های کوچک روسی ایزماش ساخته شد. این اسلحه بر اساس AK-74 ساخته شده است و قطعات مشترک زیادی با  AK-74 دارد. این تفنگ مستقیماً از پی‌پی ۱۹ بیزون ساخته شده است. کلمه "ویتیاز" (витязь) روسی به معنای "جنگجوی شجاع" یا " شوالیه " است.